# Bell (police de caractères)
Pour les articles homonymes, voir Bell.
Bell est une police de caractères créée par Richard Austin en 1788 pour la British Letter Foundry de l’éditeur-imprimeur John Bell (en).